# Sidi Rahhal
Ne doit pas être confondu avec Sidi Rahhal Chatai.
Sidi Rahhal (en arabe : سيدي رحال) est une ville du Maroc. Elle est située dans la région de Marrakech-Safi.

### Sources
- (en) Sidi Rahhal sur le site de Falling Rain Genomics, Inc.